# Erika Kirpu
Erika Kirpu (n. 22 iunie 1992, Moscova, Rusia) este o scrimeră estoniană specializată pe spadă. A fost vicecampioană europeană pe echipe în 2013. În 2014 a luat o medalie de bronz la individual și medalia de aur pe echipe la Campionatul Mondial de la Kazan.

## Palmares
Clasamentul la Cupa Mondială
| An  | 2009 | 2010 | 2011 | 2012 | 2013 | 2014 | 2015 |
| --- | ---- | ---- | ---- | ---- | ---- | ---- | ---- |
| Loc | 119  | _    | 131  | 22   | 30   | 10   | 12   |